# Neil Turbin
Neil Scott Turbin (ur. 24 grudnia 1963) – amerykański wokalista heavymetalowy, pierwszy wokalista zespołu Anthrax. Był także autorem piosenek które ukazały się na pierwszych trzech płytach zespołu. Od 2003 lider zespołu Deathriders powstałego dla promocji jego solowej płyty "Threatcon Delta".

## Wybrana dyskografia
- Neil Turbin – Threatcon Delta (2003, Metal Mayhem Music)[3]